# Igreja de São Nicolau (Tallinn)
Igreja de São Nicolau (em estoniano: Niguliste kirik) é uma antiga igreja medieval em Tallinn, Estónia. Foi dedicada a São Nicolau, padroeiro dos pescadores e marinheiros. Originalmente construída no século XIII, foi parcialmente destruída no bombardeio soviético de Tallinn na Segunda Guerra Mundial. Desde então, foi restaurada e hoje abriga uma filial do Museu de Arte da Estónia, concentrando-se principalmente na arte eclesiástica da Idade Média em diante. A antiga igreja também é usada como sala de concertos.

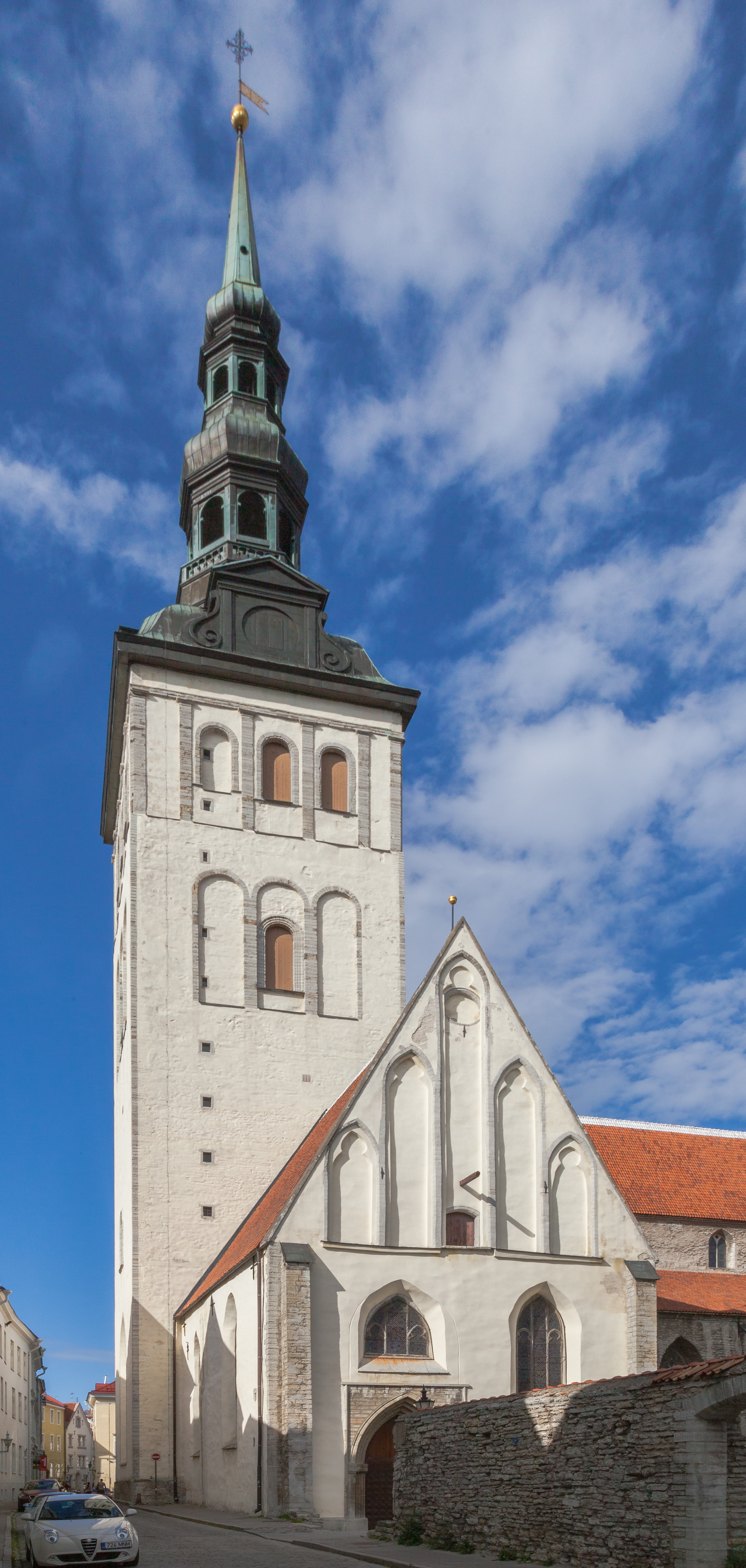
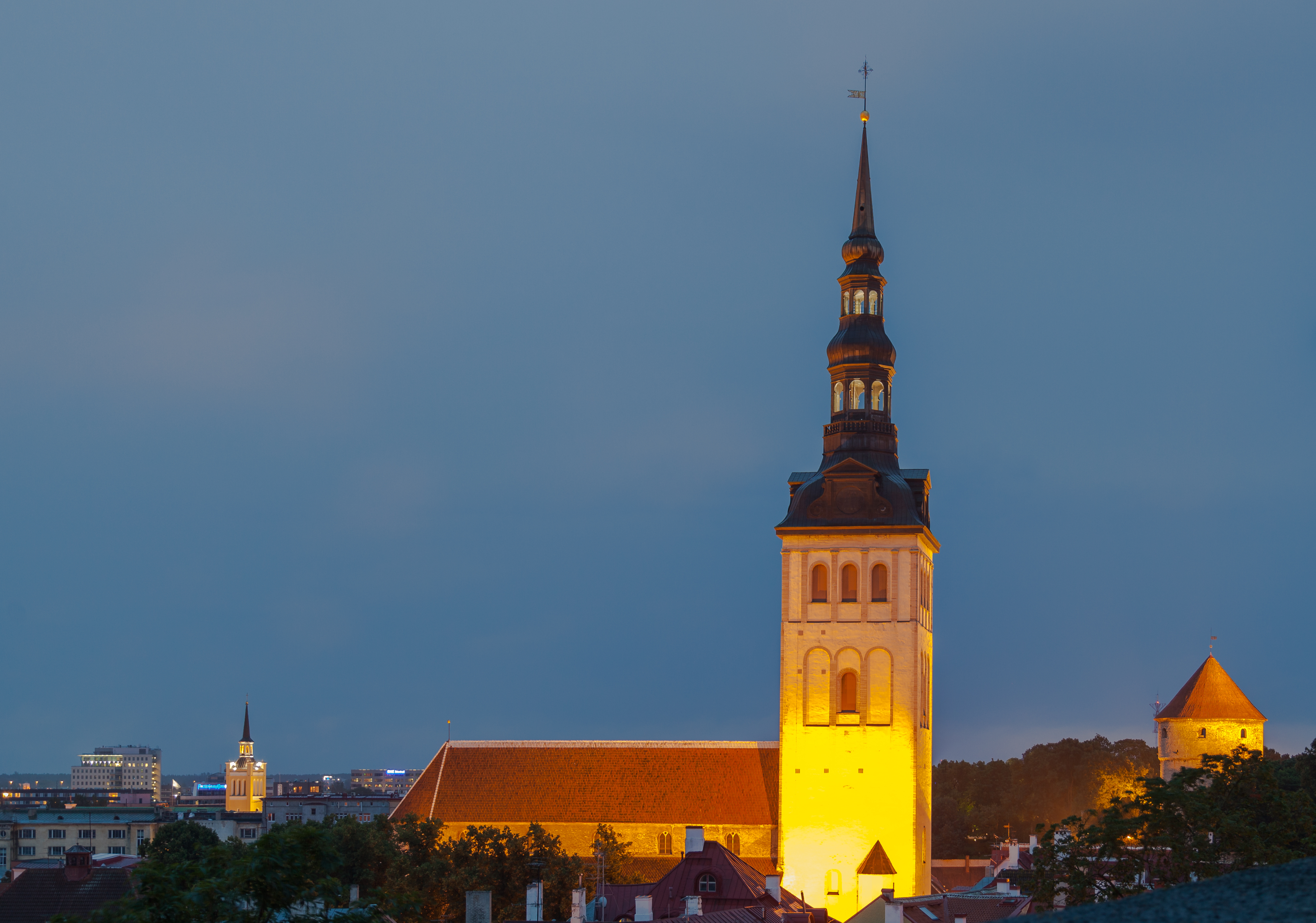
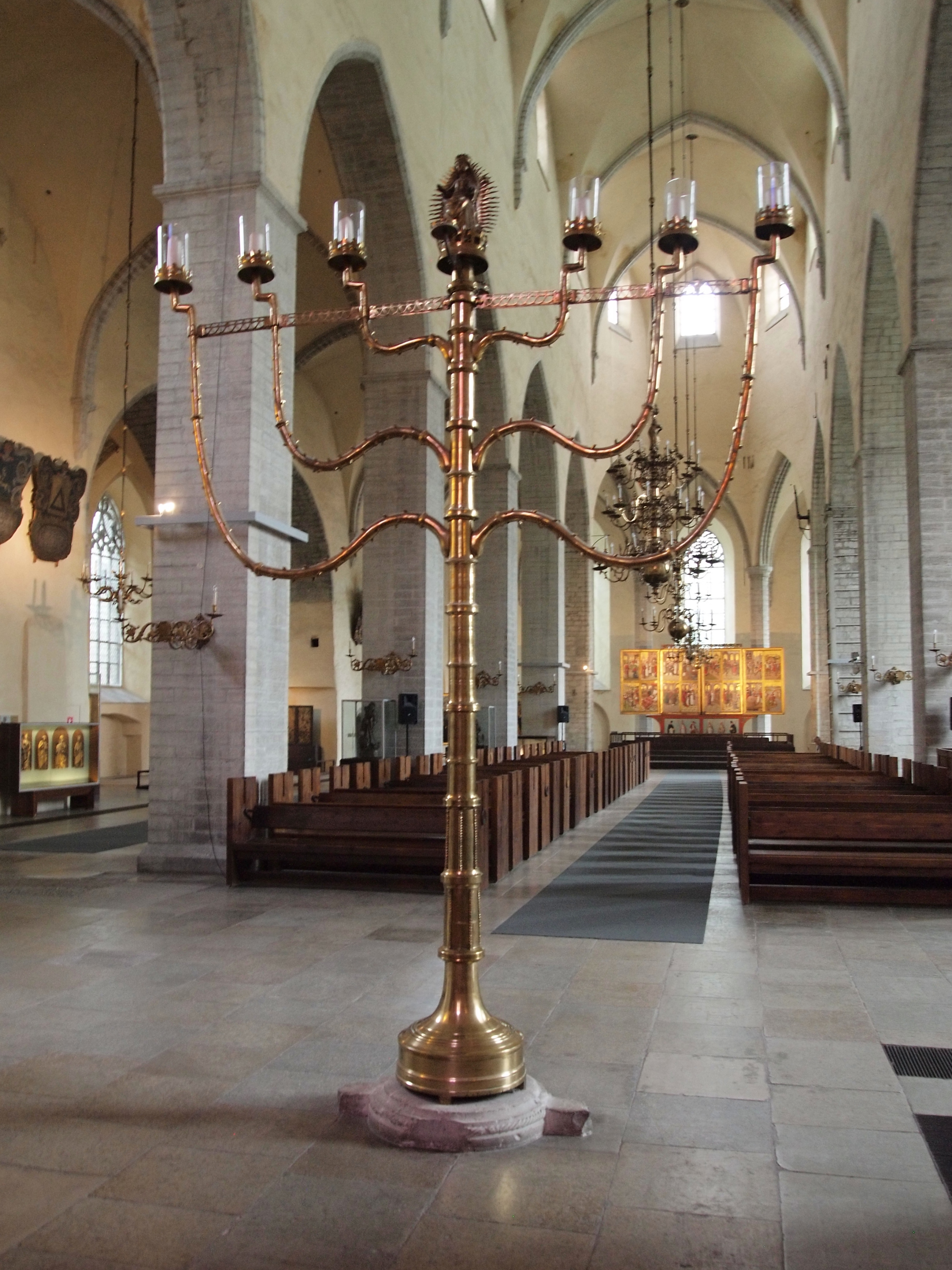
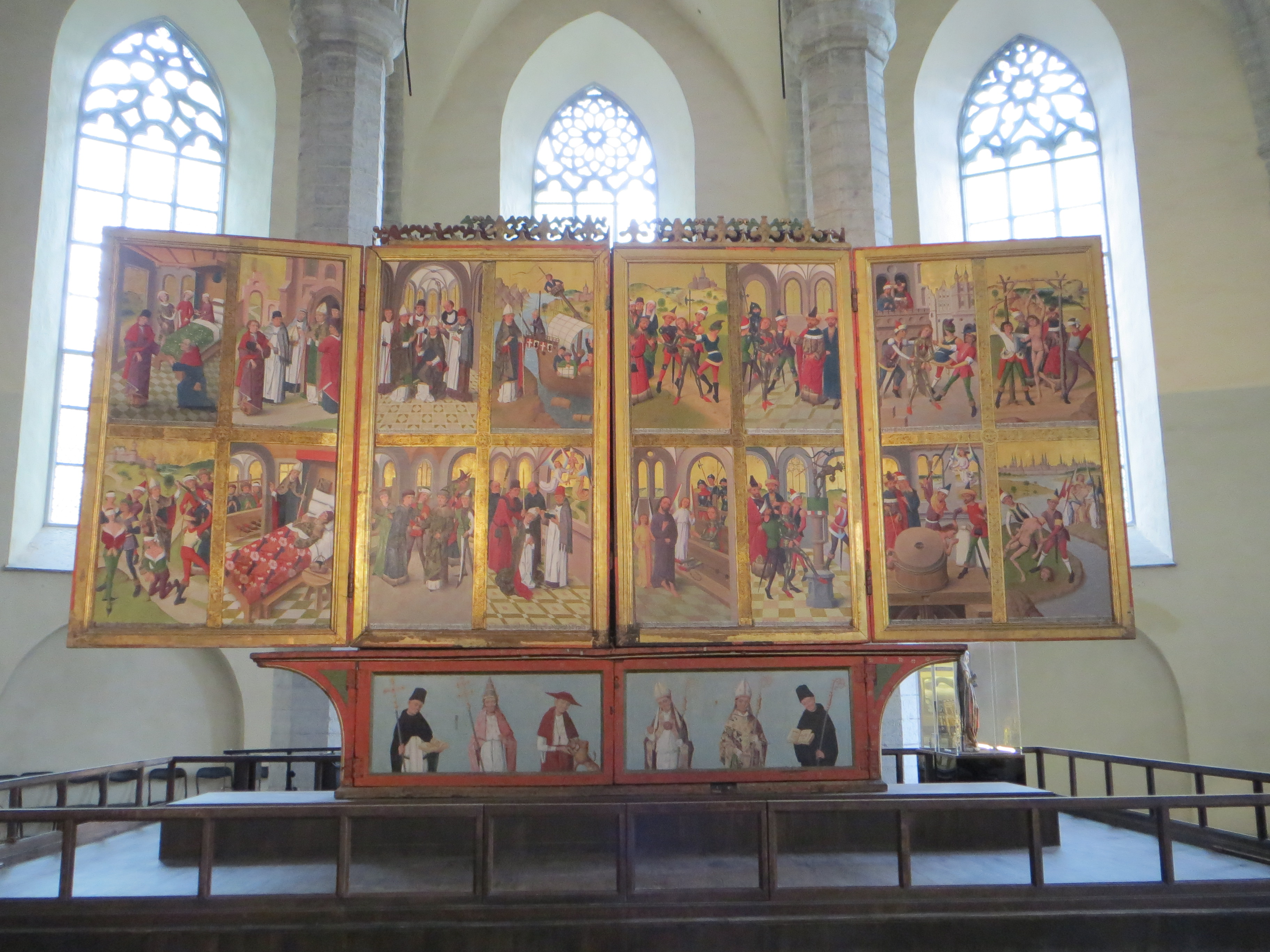
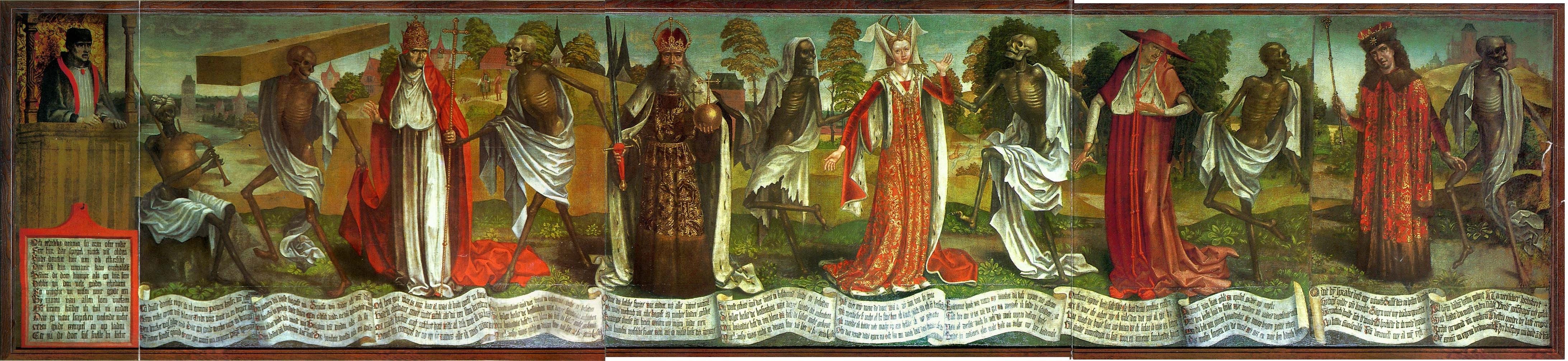